# Sandy's
Sandy's era uma cadeia de restaurantes americana de fast food fundada em 1956 por quatro empresários de Kewanee, Illinois: Gus “Brick” Lundberg, Robert C. Wenger, Paul White e W. K. Davidson. O Sandy's foi comprado pela cadeia de restaurantes Hardee's.

## História

### Início
Em 1956, os quatro homens decidiram abrir uma das primeiras franquias McDonald's fora do estado natal dos irmãos McDonald, a Califórnia. Ray Kroc tinha acabado de começar a vender franquias McDonald's fora da Califórnia e os quatro amigos associaram-se para comprar o direito de abrir restaurantes McDonald's no centro do Illinois. Em junho de 1956, abriram o seu primeiro restaurante em Urbana, Illinois, apenas o terceiro restaurante McDonald's a abrir fora da Califórnia. A loja de Urbana revelou-se popular entre os estudantes, profissionais e famílias jovens da Universidade de Illinois. O sucesso foi tão grande que o grupo decidiu abrir outras lojas em Decatur e Peoria, Illinois.
No entanto, Ray Kroc os notificou de que Peoria e Decatur não estavam incluídas no território do centro do Illinois e, além disso, que as alterações aos termos do contrato de franquia significavam que passariam a dever uma percentagem mais elevada dos seus lucros à McDonald's. Tendo investido fortemente no estabelecimento de Peoria, incluindo a construção do edifício, Lundberg e os seus sócios decidiram abrir o seu próprio restaurante e escolheram o nome Sandy's. A cadeia adotou um tema escocês para combater o McDonald's, de raiz escocesa, embora este último não se baseasse num tema cultural de qualquer tipo. Lundberg foi nomeado presidente.

### Sucesso inicial
A ementa do primeiro restaurante Sandy's incluía um hambúrguer de 15 centavos, um batido de 20 centavos e um saco de batatas fritas de 10 cêntimos, à semelhança do McDonald's. No entanto, nenhum dos quatro fundadores estava interessado em expandir a sua cadeia local. Lundberg, em particular, via a empresa como uma oportunidade de construir uma “organização orientada para as pessoas, cujos membros trabalhavam arduamente, mas também se divertiam, enquanto obtinham um lucro legítimo”.
O Sandy's era diferente de outras cadeias de fast food da época em vários aspectos:
- Os operadores da maioria dos restaurantes eram donos das suas lojas e não alugavam à corporação.
- Os operadores não eram obrigados a comprar produtos da empresa, sendo-lhes permitido “fazer compras” desde que os produtos cumprissem as normas da empresa.
- Lundberg visitava periodicamente todas as lojas e conhecia pessoalmente todos os empregados.

Ray Kroc não agiu de forma indiferente. Intentou uma série de ações judiciais que acabaram por terminar com um acordo extrajudicial em 1965. Apesar desta distração, a Sandy's cresceu de sete lojas no Illinois em 1959 para 121 em cinco estados em 1966. Em 1961, o homem dos seguros Jack Laughery ficou tão impressionado com Lundberg e com a sua abordagem empresarial que deixou um consultório de sucesso para se juntar à Sandy's, tornando-se presidente em 1967.
Bill Schelly, no seu livro de memórias Sense of Wonder, recordou as visitas que fez, em meados da década de 1960, no centro de Pittsburgh, a “uma hamburgueria de nome Sandy's (um imitador do McDonald's) para comer cheeseburgers gordurosos, montes de batatas fritas salgadas e refrigerantes enormes”. Em 2009, Schelly publicou mais comentários num site de fãs de Sandy's:
“O Sandy's a que fomos era uma variedade do centro da cidade, ensanduichada (por assim dizer) entre duas outras lojas, era pequena e, se tinha mesas, estas eram circulares com diâmetros pequenos, como 18”. A decoração, se bem me lembro, tinha muito laranja e amarelo, mas a minha memória pode estar a pregar-me partidas. Comprávamos três hambúrgueres e dois sacos de batatas fritas por peça, porque os hambúrgueres não eram muito grandes, e coca-colas enormes, e levávamos a comida toda para o escritório do meu pai no centro da cidade... “

### Aquisição pela Hardee's
No final da década de 1960, a Sandy's, embora ainda bem sucedida, estava com falta de dinheiro, uma grande desvantagem com a nova e dispendiosa publicidade televisiva que estava a ser ativamente utilizada pelos seus concorrentes. Entretanto, a cadeia de sucesso Hardee's no Sul dos Estados Unidos (fundada por Wilbur Hardee) tinha dinheiro e procurava expandir as suas operações. A solução foi uma fusão. Em 30 de novembro de 1971, foi anunciada a compra pela Hardee's de todas as ações da Sandy's, e as boinas axadrezadas da Sandy's em breve deixariam de ser vistas. A Sandy's tinha-se expandido para a Bélgica e o Canadá antes do seu desmantelamento.
Inicialmente, a Sandy's deveria apenas fundir-se com a Hardee's e manter a sua própria identidade, mas em 1973, noventa por cento das lojas concordaram em mudar para a Hardee's; os outros dez por cento continuaram a ser Sandy's. Em 1979, o último estabelecimento Sandy's em Muscatine, Iowa, tornou-se um Hardee's. Os restantes estabelecimentos passaram a ser propriedade independente e mudaram de nome para evitar infringir o nome Sandy's. Estes locais incluíam o Zandy's em Great Falls, Montana, até ao seu encerramento em janeiro de 2009, após uma quebra e uma diminuição dos lucros, o Sandee's em Billings, Montana, o Andy's em Cincinnati, Ohio e o Bucky's em Lawrence, Kansas e Winona, Minnesota, até ao seu encerramento em 14 de dezembro de 2007 e 5 de novembro de 1989, respetivamente.